# J.C.Staff
J.C.Staff Co., Ltd. (株式会社ジェー・シー・スタッフ, Kabushiki gaisha Jē Shī Sutaffu; J e C significa "Japan Creative") é um estúdio de animação japonesa, fundado em Janeiro de 1986. Seu primeiro lançamento foi o episódio três de OVA Sengoku Kidan Yōtōden, em 1987. Eles têm produzido várias séries de anime bem conhecidas, como Toradora, Shakugan no Shana, Kaichou Wa Maid-Sama, Honey and Clover, Azumanga Daioh, Bakuman, entre muitos outros.
A empresa sofreu alguns danos durante o terremoto em 2011.

## Produções

### Animes para a TV
Os seguintes, são os animes de televisão produzidos pela J.C.Staff　
- Metal Fighter Miku (1994)[carece de fontes?]
- Touma Kijinden ONI (1995)[carece de fontes?]
- Shoujo Kakumei Utena (1997)
- Kare Kano (1997) (em colaboração com a Gainax)
- Maze (1997) [9]
- Alice SOS (1998) [carece de fontes?]
- Sorcerous Stabber Orphen (1998)[10]
- Iketeru Futari (1999)[11]
- Soreyuke! Uchū Senkan Yamamoto Yōko (1999) [carece de fontes?]
- Excel Saga (1999)
- Yami no Matsuei (2000)
- Daa! Daa! Daa! (2000–2002)
- Mahō Senshi Riui (2001) [carece de fontes?]
- PaRappa the Rapper (2001)

(Co-Produção Junto Com a Production I.G)
- Chicchana Yukitsukai Shugā (2001)[carece de fontes?]
- Ai Yori Aoshi (2002)
- Azumanga Daioh (2002)
- Spiral: Suiri no Kizuna (2002)[carece de fontes?]
- Nanaka 6/17 (2003)[12]
- Mahou Tsukai ni Taisetsu na Koto (2003)[13]
- Gunparade March ~Aratanaru Kougunka~ (2003)
- Ikki Tousen (2003)
- R.O.D -The TV- (2003)
- Shingetsutan Tsukihime (2003)
- Ai Yori Aoshi Enishi (2003)
- Maburaho (2003)
- Sensei no Ojikan: Doki Doki School Hours (2004)[14]
- Daphne in the Brilliant Blue (2004)
- Bōkyaku no Senritsu (2004) [carece de fontes?]
- Oku-sama wa Mahō Shōjo (2005)[carece de fontes?]
- Karin (2005)
- Fushigiboshi no Futagohime (2005)
- Gokujō Seitokai (2005)[carece de fontes?]
- Shakugan no Shana (2005)
- Starship Operators (2005)[15]
- Honey and Clover (2005)
- Mahoraba ~ Heartful Days ~ (2005)[carece de fontes?]
- Loveless (2005)
- Yomigaeru Sora - RESCUE WINGS - (2006)[carece de fontes?]
- Fushigiboshi no Futagohime Gyu! (2006)
- Honey and Clover II (2006)
- Zero no Tsukaima (2006)
- Ghost Hunt (2006)
- Asatte no Houkou (2006)[16]
- Winter Garden (2006)
- Nodame Cantabile (2007)
- Sky Girls (2007)[carece de fontes?]
- Potemayo (2007)[17]
- Zero no Tsukaima: Futatsuki no Kishi (2007)
- Shakugan no Shana II (2007)
- Nabari no Ō (2008)[carece de fontes?]
- Kimikiss (2007–2008)[carece de fontes?]
- Shigofumi (2008)[18]
- Slayers REVOLUTION (2008)
- Zero no Tsukaima: Princesses no Rondo (2008)
- Toaru Majutsu no Index (2008) [19]
- Toradora! (2008)[4]
- Nodame Cantabile - Paris (2008)
- Hatsukoi Limited (2009)[20]
- Hayate the Combat Butler: Second Season (2009)[carece de fontes?]
- Taishō Baseball Girls (2009)[carece de fontes?]
- Slayers EVOLUTION R (2009)
- Toaru Kagaku no Railgun (2009)
- Aoi Hana (2009)[21]
- Kaichou wa Maid-sama! (2010)
- Nodame Cantabile - Finale (2010)
- Uragiri wa Boku no Namae o Shitteiru (2010)[22]
- Ōkami-san to Shichinin no Nakamatachi (2010)[carece de fontes?]
- Bakuman (2010)[5]
- Toaru Majutsu no Index II (2010)
- Otome Yōkai Zakuro (2010)[carece de fontes?]
- Tantei Opera Milky Holmes (2010)[23]
- Yumekui Merry (2011)[carece de fontes?]
- Hidan no Aria (2011)[carece de fontes?]
- Kami-sama no Memo-chō (2011)
- Twin Angel: Twinkle Paradise (2011)[carece de fontes?]
- Kimi to Boku (2011)[24]
- Watashi wa Orewa (2011)
- Bakuman Season 2 (2011)
- Shakugan no Shana III (2011)
- Zero no Tsukaima Final (2012)
- La storia della Arcana Famiglia (2012)
- Ano Natsu de Matteru (2012)
- Kill Me Baby (2012)
- Bakuman Season 3 (2012)
- Sakurasou no Pet na Kanojo (2012)
- Little Busters! (2012)
- Toaru Kagaku no Railgun S (2013)
- Hentai Ouji to Warawanai Neko (2013)
- Futari wa Milky Holmes (2013)
- Little Busters! Refrain (2013)
- Golden Time (2013)
- Witch Craft Works (2014)
- Fūun Ishin Dai Shogun (2014, juntamente com a A.C.G.T)
- Selector Infected WIXOSS (2014)
- Majimoji Rurumo (2014)
- Love Stage!! (2014)
- Selector Spread WIXOSS (2014)
- Shokugeki no Sōma (2015)
- Tantei Opera Milky Holmes TD (2015)
- Dungeon ni Deai o Motomeru no wa Machigatteiru Darou ka? (2015)
- Shimoneta to Iu Gainen ga Sonzai Shinai Taikutsu na Sekai (2015)
- Prison School (2015)
- Heavy Object (2015)
- Flying Witch (2016)
- Amanchu (2016)
- Taboo Tattoo (2016)
- Saiki Kusuo no Psi-nan (2016)
- Shokugeki no Soma 2 (2016)
- Lostorage incited WIXOSS (2016)
- Urara Meirochō (2017)
- Minami Kamakura High School Girls Cycling Club (2017)
- Schoolgirl Strikers (2017)
- Alice To Zouroku (2017)
- Dungeon ni Deai o Motomeru no wa Machigatteiru Darou ka?: Sword Oratoria (2017)
- Vatican Miracle Examiner (2017)
- UQ Holder!: Magister Negi Magi! 2 (2017)
- Shokugeki no Soma: The Third Plate (2017)
- Kujira no Kora wa Sajou ni Utau (2017)
- Saiki Kusuo no Psi-nan 2 (2018)
- Amanchu Advance (2018)
- Hi Score Girl (2018)
- Lostorage conflated WIXOSS (2018)
- Satsuriku no Tenshi (2018)
- Toaru Majutsu no Index III (2018)
- One Punch Man 2 (2019)
- Tsuujou Kougeki ga Zentai Kougeki de Ni-kai Kougeki no Okaasan wa Suki desu ka? (2019)
- Date A Live III (2019)
- The Demon Girl Next Door (2019)
- Dungeon ni Deai o Motomeru no wa Machigatteiru Darou ka? II (2019)
- Shokugeki no Soma 4 (2019)
- A Certain Scientific Railgun T (2020)
- Shokugeki no Soma 5 (2020)
- Dungeon ni Deai o Motomeru no wa Machigatteiru Darou ka? III (2020)
- Skate-Leading Stars (2021)
- Kiyo in Kyoto: From the Maiko House (2021)
- Combatants Will Be Dispatched! (2021)
- Blue Reflection Ray (2021)
- Edens Zero (2021)
- How a Realist Hero Rebuilt the Kingdom (2021)
- The Duke of Death and His Maid (2021)
- The Strongest Sage with the Weakest Crest (2022)
- Requiem of the Rose King (2022)
- The Executioner and Her Way of Life (2022)
- The Demon Girl Next Door Season 2 (2022)
- Dungeon ni Deai o Motomeru no wa Machigatteiru Darou ka? IV (2022-2023)
- Sugar Apple Fairy Tale (2023)
- Edens Zero Season 2 (2023)
- Sacrificial Princess and the King of Beasts (2023)
- Reign of the Seven Spellblades (2023)
- The Duke of Death and His Maid Season 2 (2023)
- Tsukimichi: Moonlit Fantasy Season 2 (2024)
- Chillin' in Another World with Level 2 Super Cheat Powers (2024)
- The Duke of Death and His Maid Season 3 (2024)
- 2.5 Dimensional Seduction (2024)
- Fairy Tail: 100 Years Quest (2024)
- Delico's Nursery (2024)

### OVAS
Os seguintes, são os OVAS produzidos e animados pela J.C.Staff:
- Yōtōden (1987)
- Earthian (1989)
- Ankoku Shinden Takegami (1990)
- Osu!! Karate Bu (1990–1992)
- Chō Bakumatsu Shōnen Seiki Takamaru (1991)
- The Super Dimension Century Orguss 02 (1992)
- Boku wa Konomama Kaeranai (1992)
- Appleland Monogatari (1992)
- Konpeki no Kantai (1995)
- Level C (1995)
- New Dominion Tank Police (1993–1994)
- Idol Defense Force Hummingbird (1993–1995)
- Arslan Senki (1995)
- Galaxy Fraulein Yuna (1995)
- Hurricane Polymar (em conjunto com o estúdio Tatsunoko) (1996–1997)
- Kyokujitsu no Kantai (1997)
- Detatoko Princess (1998)
- Yume de Aetara (1998)
- Nekojiru-so (2001)
- Alien Nine (2001)
- Eiken (2003)
- Sky Girls (2006)
- Shakugan no Shana Tokubetsuhen (2006)
- Hayate the Combat Butler OVA (2009)
- Shakugan no Shana S (2009–2010)
- Toaru Kagaku no Railgun (2010)